# Makoto Ōoka
Makoto Ōoka (大岡 信, Ōoka Makoto), né le 16 février 1931 à Mishima dans la préfecture de Shizuoka et mort le 5 avril 2017, est un poète et critique littéraire japonais.

## Biographie

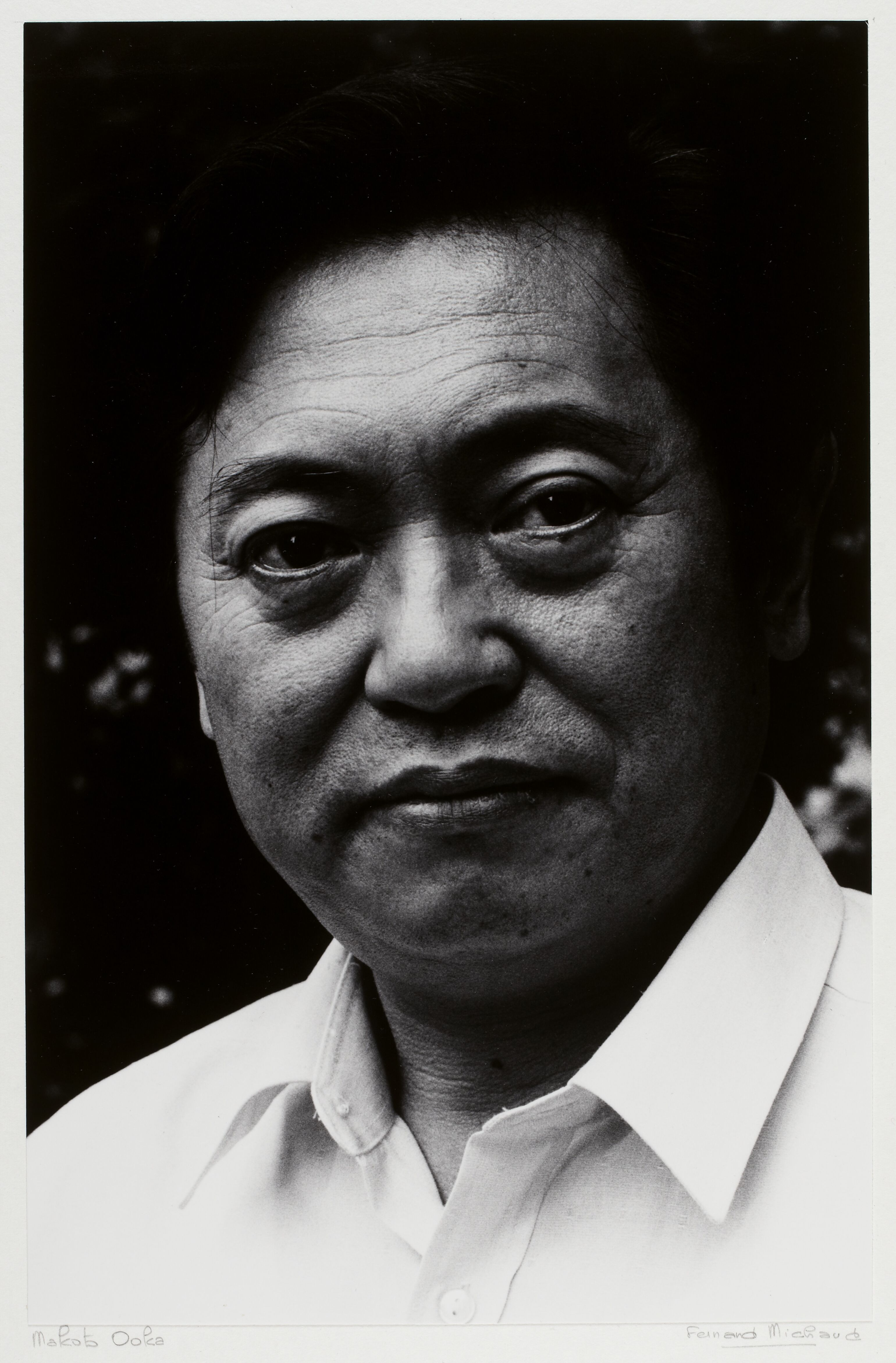
Portrait de Makoto Ōoka en 1986 par Fernand Michaud.

Natif de la préfecture de Shizuoka, Makoto Ōoka étudie la littérature japonaise à l'université de Tokyo et enseigne plus tard la littérature à l'université de Meiji. De 1979 jusqu'en 2007, il publie sept jours sur sept sans interruption la rubrique de poésie en une du Asahi Shinbun dans un style ancien et traditionnel. Ses poèmes, pièces de théâtre, scénarios de films d'art et essais, ses critiques littéraires sont publiés dans le PEN club japonais dont il est un temps président. Il reçoit l'ordre du mérite en 2003.

## Œuvres (sélection)
- Kioku to genzai (1956)
- Tódzsi no kakei (1969)
- Ki no Curajuki (1971)
- Nihon siika kikó (1978)
- Oriori no uta (1979)
- Dans l'océan du silence, édition trilingue français / japonais / anglais, avec des encres de Claude Garanjoud, édition Voix d'encre, 1998.

### Traduction
- (ja) (fr) Shiko Itoh, Œuvres, poésie d'Alain Jouffroy, traduite par Makoto Ōoka, Tant qu'il y aura du vent, Mainichi shinbun, 1986[3]